# Phoenix-Zwerggalaxie
Die Phoenix-Zwerggalaxie ist eine irreguläre Zwerggalaxie im Sternbild des Phönix, die 1976 von Hans-Emil Schuster und Richard Martin West entdeckt und zunächst fälschlicherweise für einen Kugelsternhaufen gehalten wurde. Sie befindet sich in einer Entfernung von etwa 0,44 Mpc von der Erde und gehört zur Lokalen Gruppe.

## Eigenschaften
Die Phoenix-Zwerggalaxie besitzt in ihrer Zentralregion eine Sternpopulation junger Sterne, die sich in einer Ost-West- und eine Population vor allem älterer Sterne in den Außenregionen der Galaxie, die sich in einer Nord-Süd-Richtung bewegen.
Die Sternentstehungsrate in der Zentralregion scheint dabei relativ stabil konstant im Laufe der Entwicklungsgeschichte der Zwerggalaxie zu verlaufen (Martínez-Delgado et al. 1999). Im Jahr 1999 entdeckten St-Germain et al. ein H-I-Gebiet von etwa 105 M☉ direkt westlich der Phoenix-Zwerggalaxie. Dessen Radialgeschwindigkeit liegt bei etwa −23 km/s und zeigt wahrscheinlich eine gravitative Kopplung mit der Zwerggalaxie.

## Weiteres
- Liste der Satellitengalaxien der Milchstraße
- Liste der Galaxien der Lokalen Gruppe